# Serguei Sidorsky
Serguei Sergeevich Sidorsky (bielorrusso: Сяргей Сідорскі, Syarhey Sidorski; Gomel, 13 de março de 1954) foi o primeiro-ministro da Bielorrússia de 2004 a 2010. A 11 de julho de 2004 foi nomeado primeiro-ministro para substituir o demissionário Gennady Novitsky, sendo posteriormente confirmado no cargo em 19 de dezembro de 2004. Passou o testemunho a Mikhail Miasnikovich a 28 de dezembro de 2010.